# Conferência de Rambouillet

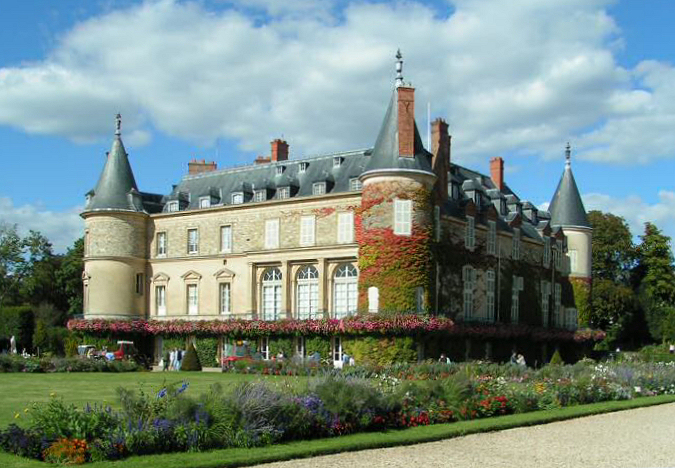
O Castelo de Rambouillet, onde se fizeram as negociações

A Conferência de Rambouillet foi uma série de conversações mantidas entre janeiro e fevereiro de 1999 para estabelecer as bases de paz entre os representantes da Iugoslávia e uma delegação que representa a maioria da população de etnia albanesa em Kosovo.
Foi organizada pela Organização do Tratado do Atlântico Norte (OTAN) no castelo de Rambouillet (França), que deu nome as negociações. A importância do acordo reside no fato de que a Iugoslávia havia se recusado a aceitar os suas imposições, que a OTAN usou como justificativa para o lançamento dos bombardeios a Iugoslávia. A rejeição de Belgrado foi baseada no argumento de que continha disposições para a autonomia do Kosovo que eram mais longe do que seu governo considerava razoável.

## Participantes

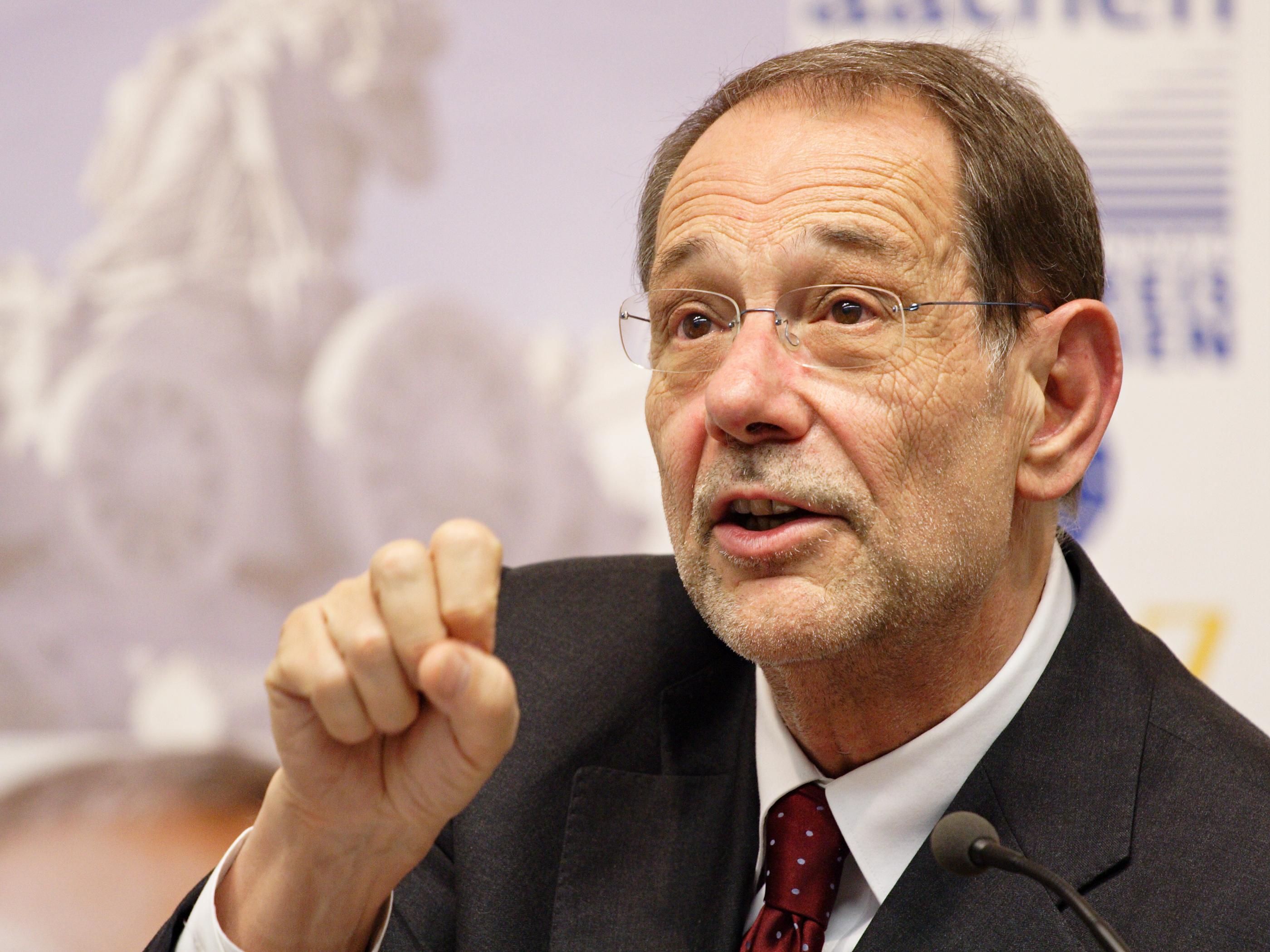
Javier Solana, como secretário-geral da OTAN, presidiu a reuniões diplomáticas em Rambouillet, que terminou sem resultado pelo não aceitar as imposições da Iugoslávia pela organização.

A conferência teve início em 6 de fevereiro e terminou em 19 de fevereiro. A delegação federal iugoslavo foi chefiada pelo presidente sérvio Milan Milutinović, enquanto o presidente iugoslavo Slobodan Milosevic (ao contrário do que aconteceu no Acordo de Dayton, onde negociou pessoalmente) manteve-se em Belgrado.
A delegação dos separatistas de Kosovo foi liderada pelo primeiro-ministro do Governo Provisório do Kosovo, Hashim Thaçi, um ex-guerrilheiro do Exército de Libertação do Kosovo procurado pela justiça sérvia.
O secretário-geral da OTAN, Javier Solana, assumiu a tarefa de conduzir as negociações entre ambas as partes. A composição total dos grupos de negociação foram os seguintes:
- O "Grupo de Contato", constituído por membros dos Estados Unidos, União Europeia e Rússia, representados respetivamente por Christopher Hill, Wolfgang Petritsch e Boris Majorski.
- A delegação de 16 membros dos albaneses do Kosovo, liderada pelo ex-guerrilheiro Hashim Thaçi, o líder da comunidade albanesa em Kosovo, Ibrahim Rugova, o filósofo Fehmi Agani, jornalistas Veton Surroi e Rexhep Qosja e o porta-voz do ELK Jakup Krasniqi.
- A delegação da Iugoslávia, liderada inicialmente pelo Vice-primeiro-ministro sérvio Ratko Markovic, os representantes de toda a população não albanesa do Kosovo, os vice-primeiro-ministro Nikola Sainovic e Vladan Kutlešić, o deputado federal porta-voz do governo sérvio Vladimir Stambuk, o presidente do Partido Socialista do Kosovo, Vojislav Zivkovic, o membro da Comissão Executiva do Conselho Provisório do Kosovo e Metohija Guljbehar Sabovic, o representante da comunidade muçulmana Senadović Refik, o representante da comunidade nacional turca e o Partido Democrático Turco Zejnelabidin Kurejs, o representante da comunidade nacional gorani Vaite Gorani Ibro, o Presidente da Iniciativa Democrática de Kosovo Faik Jasari, o presidente do Partido Republicano Democrático dos Albaneses Sokolj Cuse, o representante da comunidade nacional dos roma Ljuan Koka e o representante da comunidade nacional Egiptana Cerim Abazi. O presidente sérvio Milan Milutinovic se juntou à delegação da Sérvia no início da segunda semana de negociações, em 13 de fevereiro, como líder da mesma.

A conferência foi presidida pelo Ministro das Relações Exteriores britânico Robin Cook e o Ministro das Relações Exteriores francês Hubert Védrine. Às vezes, também tomaram parte, a secretária de Estado Madeleine Albright e o Ministro das Relações Exteriores alemão Joschka Fischer.

## Consequências
Como resultado do fracasso dos acordos de paz, e cumprindo à ameaça de Javier Solana para atacar a Iugoslávia de imediato se as negociações falhassem, em 24 de março, as forças da Otan iniciaram sua campanha de bombardeio sobre a República Federal da Iugoslávia, que durou três meses e resultou na destruição da infra-estrutura virtual da Sérvia e matou cerca de 500 militares e 1.500 civis.  Assim, em 12 de junho, Milosevic foi forçado a se render e as forças da OTAN ocuparam o território de Kosovo, onde os militares dos EUA desenvolveu a sua maior base militar do mundo, Camp Bondsteel.

## Ver Também
- Operação Força Aliada
- Guerra do Kosovo